# Flacey-en-Bresse
Flacey-en-Bresse – miejscowość i gmina we Francji, w regionie Burgundia-Franche-Comté, w departamencie Saona i Loara.
Według danych na rok 1990 gminę zamieszkiwało 351 osób, a gęstość zaludnienia wynosiła 26 osób/km² (wśród 2044 gmin Burgundii Flacey-en-Bresse plasuje się na 568. miejscu pod względem liczby ludności, natomiast pod względem powierzchni na miejscu 718.).